# Engelberto Polino Sánchez
Engelberto Polino Sánchez (ur. 14 marca 1966 w Teuchitlán) – meksykański duchowny katolicki, biskup pomocniczy Guadalajary od 2018.

## Życiorys

### Prezbiterat
Święcenia kapłańskie otrzymał 1 czerwca 1997. Inkardynowany do archidiecezji Guadalajara, pracował głównie jako duszpasterz parafialny, pełnił także funkcję koordynatora duszpasterstwa społecznego w archidiecezji.

### Episkopat
2 lutego 2018 papież Franciszek mianował go biskupem pomocniczym archidiecezji Guadalajara, ze stolicą tytularną Vazari-Didda. Sakry udzielił mu 21 kwietnia 2018 kardynał Francisco Robles Ortega.